# Meroe
Meroë (/ˈmɛroʊeɪ/; còn được gọi là Meroe; tiếng Meroe: Medewi hoặc Bedewi; Ả Rập: مرواه Meruwah và مروى Meruwi; Hy Lạp cổ đại: Μερόη, Meróē) là một thành phố cổ bên bờ đông của sông Nin, khoảng 6 km về phía đông bắc của ga Kabushiya, gần thị trấn Shendi và khoảng 200 km về phía đông bắc Khartoum, Sudan. Gần khu vực là một nhóm các làng được gọi là Bagrawiyah. Thành phố này là thủ đô của Vương quốc Kush trong nhiều thế kỷ. Vương quốc Kushitic của Meroë đã đặt tên là "Đảo của Meroë" cho khu vực Butana hiện đại, một khu vực được bao bọc bởi sông Nin (đoạn từ Sông Atbarah đến Khartoum), Atbarah và Nin Xanh.

## Hình ảnh

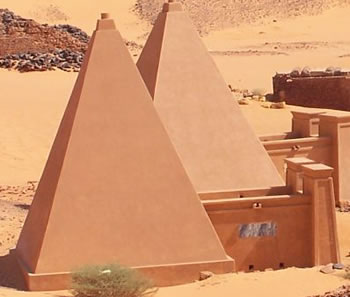
Kim tự tháp ở Meroe
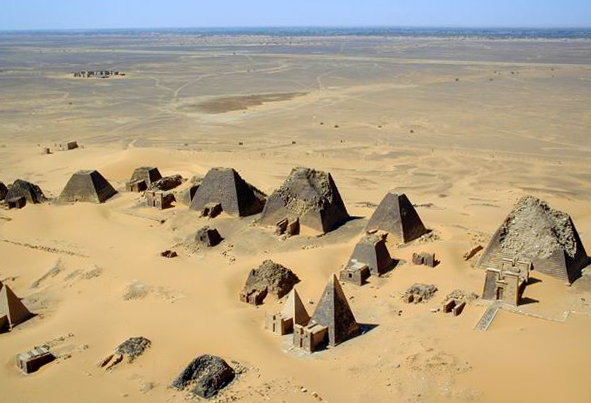
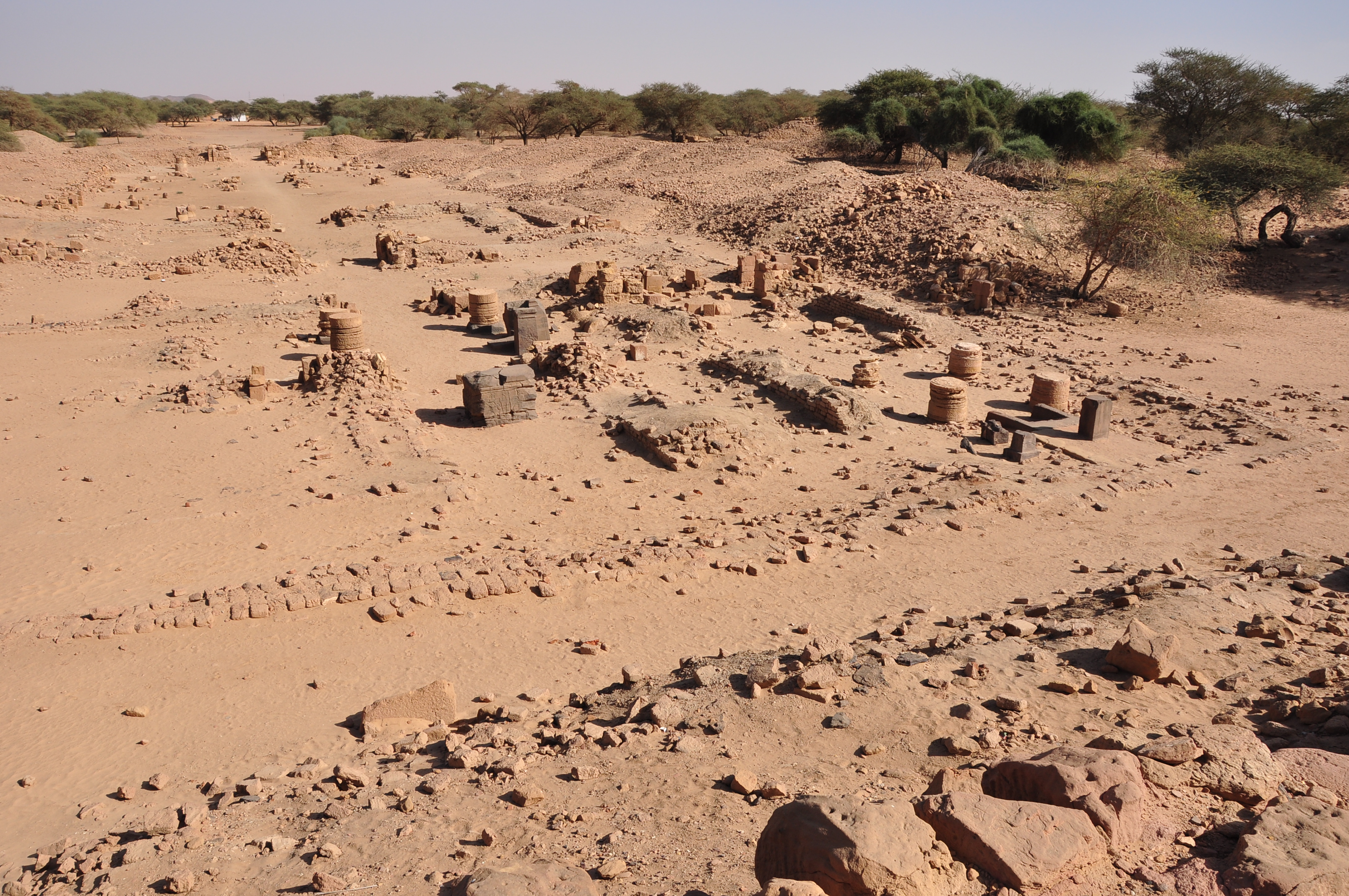
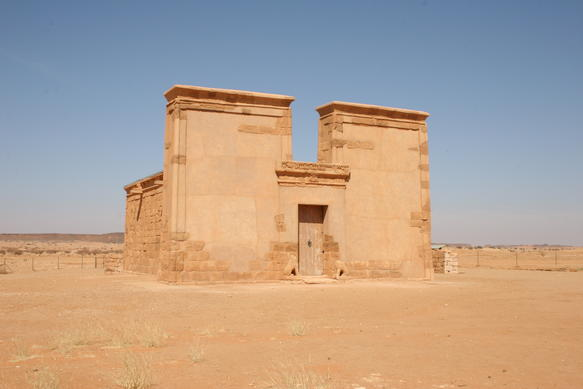
Musawwarat es-Sufra
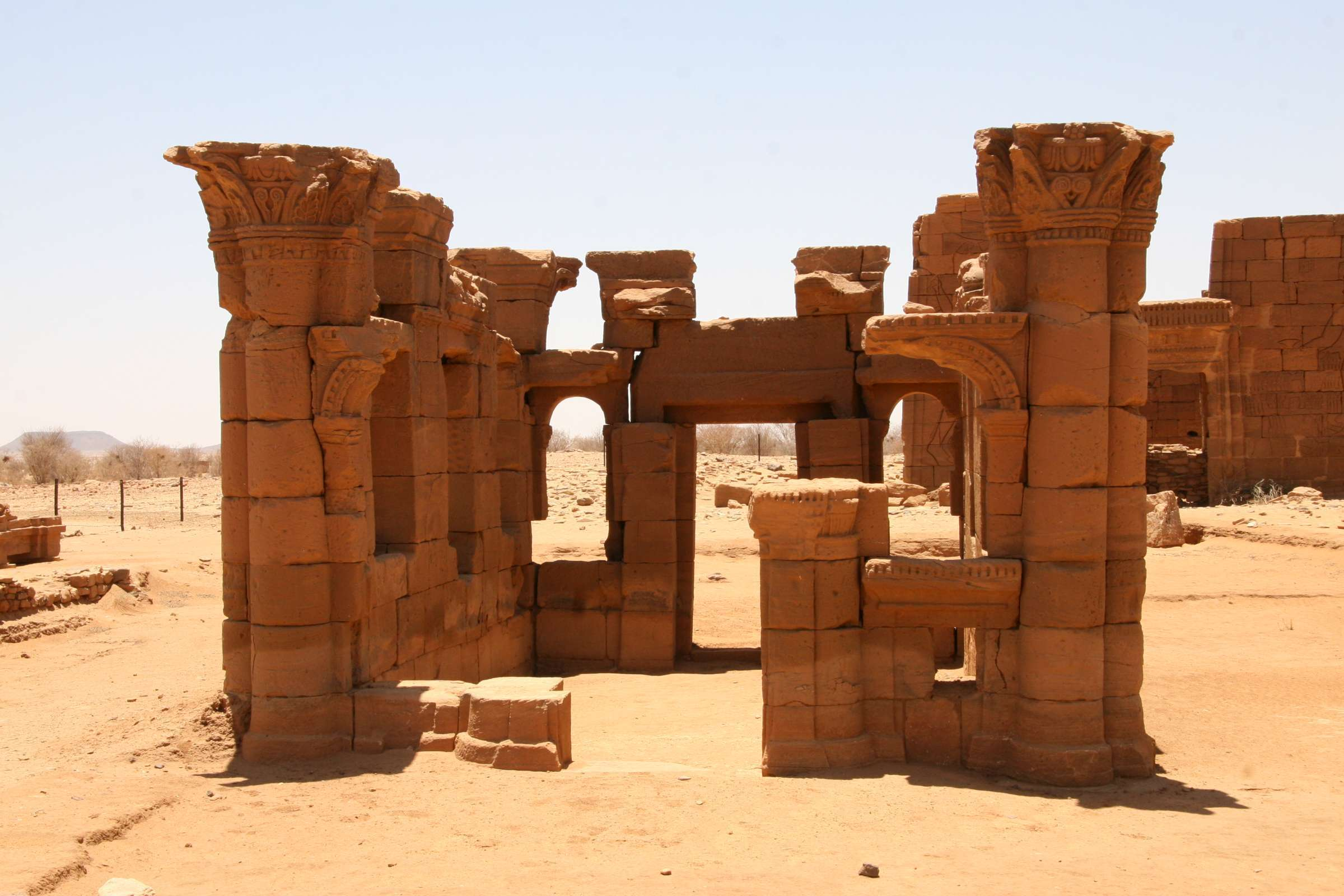
Naqa

| Bảng Unicode Chữ Meroe Version 13.0                                                 |   |   |   |   |   |   |   |   |   |   |   |   |   |   |   |   |
| Chữ thảo Meroe (Official Unicode Consortium code chart: Meroitic Cursive)           |   |   |   |   |   |   |   |   |   |   |   |   |   |   |   |   |
|                                                                                     | 0 | 1 | 2 | 3 | 4 | 5 | 6 | 7 | 8 | 9 | A | B | C | D | E | F |
| U+109Ax                                                                             | 𐦠 | 𐦡 | 𐦢 | 𐦣 | 𐦤 | 𐦥 | 𐦦 | 𐦧 | 𐦨 | 𐦩 | 𐦪 | 𐦫 | 𐦬 | 𐦭 | 𐦮 | 𐦯 |
| U+109Bx                                                                             | 𐦰 | 𐦱 | 𐦲 | 𐦳 | 𐦴 | 𐦵 | 𐦶 | 𐦷 |   |   |   |   | 𐦼 | 𐦽 | 𐦾 | 𐦿 |
| U+109Cx                                                                             | 𐧀 | 𐧁 | 𐧂 | 𐧃 | 𐧄 | 𐧅 | 𐧆 | 𐧇 | 𐧈 | 𐧉 | 𐧊 | 𐧋 | 𐧌 | 𐧍 | 𐧎 | 𐧏 |
| U+109Dx                                                                             |   |   | 𐧒 | 𐧓 | 𐧔 | 𐧕 | 𐧖 | 𐧗 | 𐧘 | 𐧙 | 𐧚 | 𐧛 | 𐧜 | 𐧝 | 𐧞 | 𐧟 |
| U+109Ex                                                                             | 𐧠 | 𐧡 | 𐧢 | 𐧣 | 𐧤 | 𐧥 | 𐧦 | 𐧧 | 𐧨 | 𐧩 | 𐧪 | 𐧫 | 𐧬 | 𐧭 | 𐧮 | 𐧯 |
| U+109Fx                                                                             | 𐧰 | 𐧱 | 𐧲 | 𐧳 | 𐧴 | 𐧵 | 𐧶 | 𐧷 | 𐧸 | 𐧹 | 𐧺 | 𐧻 | 𐧼 | 𐧽 | 𐧾 | 𐧿 |
| Chữ tượng hình Meroe (Official Unicode Consortium code chart: Meroitic Hieroglyphs) |   |   |   |   |   |   |   |   |   |   |   |   |   |   |   |   |
| U+1098x                                                                             | 𐦀 | 𐦁 | 𐦂 | 𐦃 | 𐦄 | 𐦅 | 𐦆 | 𐦇 | 𐦈 | 𐦉 | 𐦊 | 𐦋 | 𐦌 | 𐦍 | 𐦎 | 𐦏 |
| U+1099x                                                                             | 𐦐 | 𐦑 | 𐦒 | 𐦓 | 𐦔 | 𐦕 | 𐦖 | 𐦗 | 𐦘 | 𐦙 | 𐦚 | 𐦛 | 𐦜 | 𐦝 | 𐦞 | 𐦟 |